# Albert Poulain (industriel)
Pour les articles homonymes, voir Albert Poulain et Poulain (homonymie).
Albert Auguste Poulain est un industriel français, né le 6 février 1851 à Blois, dans le Loir-et-Cher, en France, et mort le 6 janvier 1937, au Cannet, dans les Alpes-Maritimes. Il est successivement propriétaire du Chocolat Poulain et des Biscuits Poulain.
Fils et héritier de Victor-Auguste Poulain, Albert Poulain abandonne ses études à l'âge de 15 ans et intègre la compagnie de son père. Après plusieurs années à la surveillance de la production et à la tenue des comptes de l'usine de la Villette, Albert Poulain entre à la direction de l'entreprise lorsque son père est élu conseiller général en 1874. Devenu seul chef de la société en 1880, il en poursuit largement le développement, faisant passer le nombre de ses employés de 30 à 240 en l'espace de vingt ans.
En 1893, Albert Poulain transforme « Chocolat Poulain » en société anonyme et ne garde que 46 % du capital. Trois ans plus tard, il quitte définitivement la société en vendant l'intégralité de ses actions. Il se consacre alors à de nouvelles activités. Il devient ainsi premier président de la chambre de commerce de Blois (1896) et fonde une biscuiterie de luxe (1900) pour servir de débouché à une minoterie inaugurée en 1889.
Mort en 1937, Albert Poulain a laissé son empreinte dans la ville de Blois, aussi bien dans le quartier de la gare, où l'on peut encore voir sa résidence principale, que dans le quartier des Grouëts, avec le château de Bellevue.

## Biographie

### Jeunesse

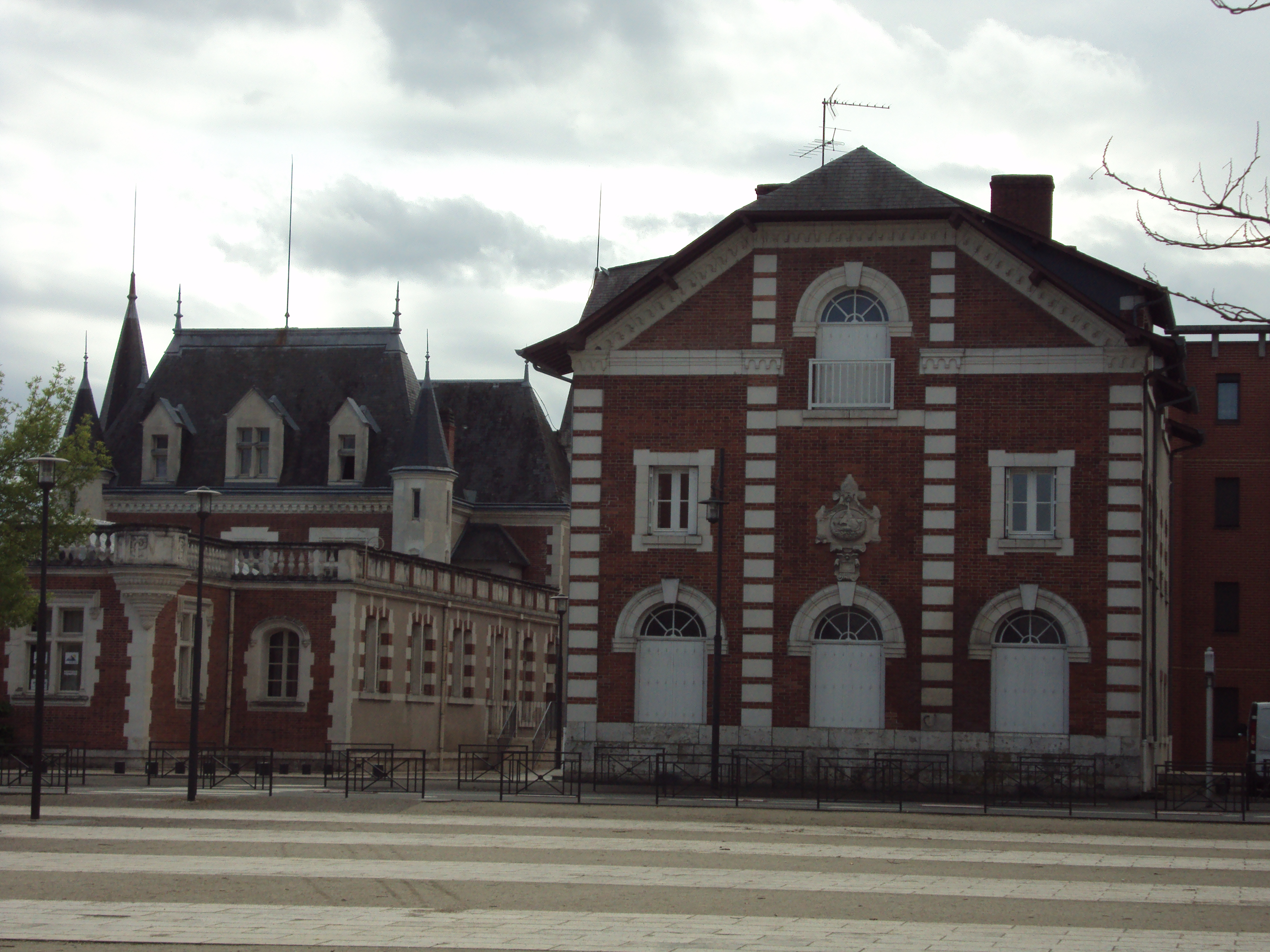
Vue du complexe de la Villette. À droite, apparaît le bâtiment dans lequel se situait l'appartement d'Albert Poulain, au 1er et au 2e étage.

Fils du chocolatier Victor-Auguste Poulain (1825-1918) et de sa première épouse, Pauline Bagoulard (1831-1864), Albert Poulain naît le 6 février 1851, au no 4 de la rue Porte-Chartraine, à Blois,. Devenus orphelins de mère en 1864, l'adolescent (âgé de 13 ans) et ses sœurs Augustine et Eugénie (respectivement âgées de 15 et 9 ans) reçoivent alors les soins d'une cousine de leur mère, Rosalie Paret (née Bagoulard), qui vient s'installer dans la maison familiale afin de seconder Victor-Auguste Poulain dans l'éducation de ses enfants. En 1867, la famille déménage sur le site de l'usine de la Villette avant de s'installer, en 1872, dans le petit château bâti au milieu de la chocolaterie.
En 1866, Albert Poulain abandonne ses études, contre l'avis de son père. Âgé de 15 ans, il rejoint celui-ci au sein de l'entreprise familiale. Pendant plusieurs années, il travaille ainsi à la surveillance de la fabrication du chocolat et à la tenue des comptes de l'entreprise. En 1874, Victor-Auguste Poulain est élu conseiller général du canton d'Herbault, ce qui le conduit à s'éloigner progressivement de la chocolaterie. Il s'associe alors officiellement à son fils et transforme le nom de sa société en « POULAIN, père et fils »,. Âgé de 23 ans, Albert Poulain est principalement chargé des relations avec les clients et les représentants.
Un mois plus tard, le jeune homme épouse l'une de ses cousines, Ambroisine-Élisabeth Poulain, fille de Jean-Jacques Poulain et de Louise-Honorine Chaumard. Le couple s'installe alors dans l'ancien appartement de la famille Poulain, à l'étage de l'aile droite de l'usine de la Villette. Il donne ensuite naissance à quatre enfants : Paul (né à Chaumont-sur-Loire le 15 novembre 1875), Raymond et Auguste (nés à Blois le 6 mars 1877) et Charlotte (née à Blois le 22 mars 1885).

### Directeur de l'entreprise Poulain
La collaboration entre Victor-Auguste et Albert Poulain s’avérant difficile, tant le père est de nature prudente et circonspecte quand le fils se montre volontiers fougueux et énergique, le fondateur du Chocolat Poulain prend la décision d'abandonner définitivement les rênes de la société au profit de son héritier en 1880,,. À l'époque, il s'agit déjà d'une compagnie d'envergure internationale, puisqu'elle possède des entrepôts et des magasins à Paris, Bordeaux, Marseille, Lyon, Alger, Alexandrie et Londres.

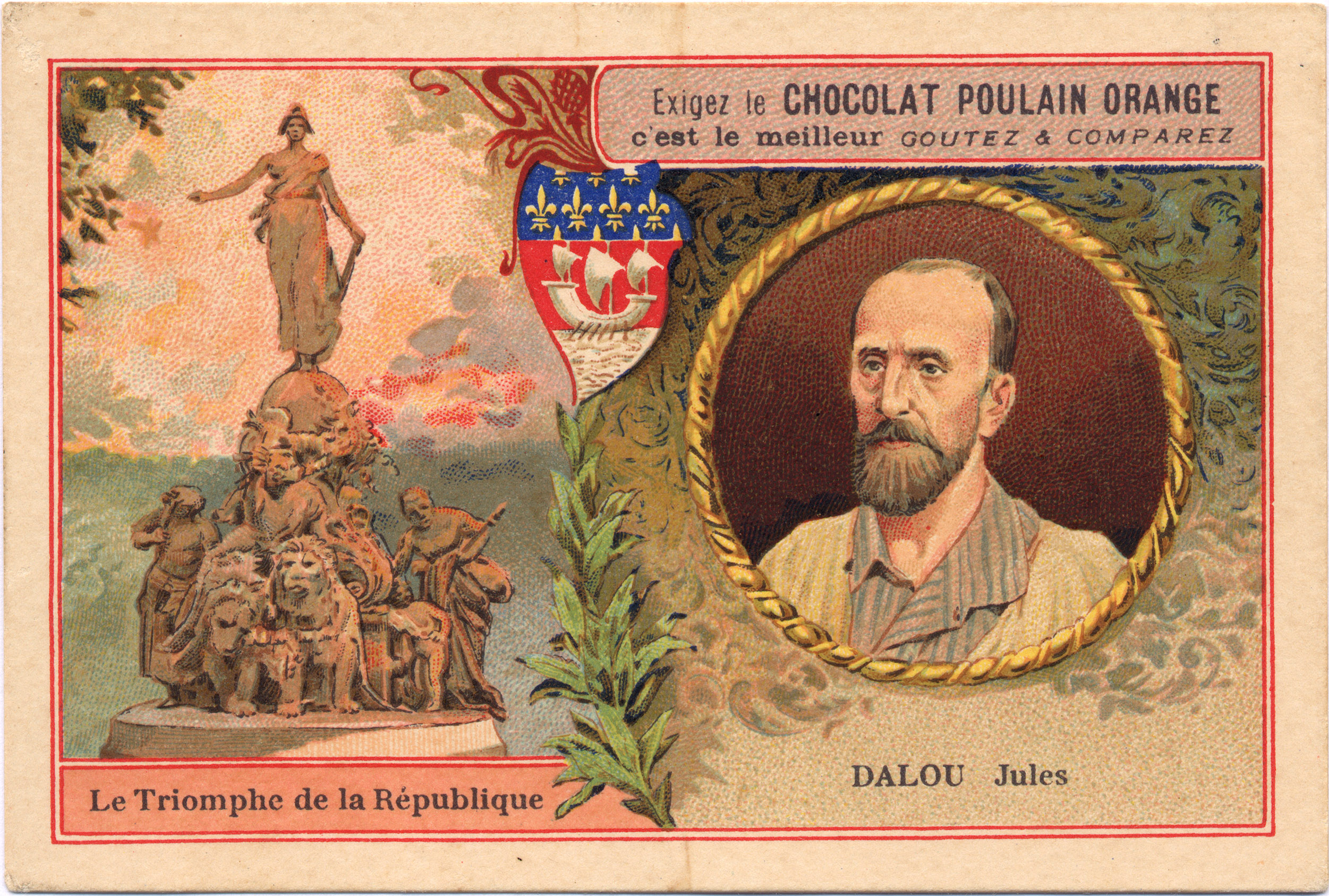
Image à collectionner Poulain tirée de la série « Les sculpteurs célèbres » (v. 1900).

Devenu seul directeur, Albert Poulain ne cesse de faire croître la société fondée par son père. Dès 1880, il achète les terrains de l'ancien cimetière des Capucins pour associer à l'usine de la Villette un nouveau complexe, l'usine de Beauséjour,, inaugurée en 1884. L'industriel y installe alors des ateliers de broyage et de malaxage du cacao, ainsi qu'une imprimerie et une cartonnerie,. La même année, Albert Poulain acquiert, à proximité de la Villette, l'ancienne usine Samain, dans laquelle il installe un atelier de pliage. Il achète également une usine à Mer, réservée à l'élaboration des petits déjeuners à la crème vanillée conçus par son père.
Afin de fidéliser sa clientèle, Albert Poulain reprend l'idée de son père d'ajouter des images à collectionner à ses paquets de chocolat, tout en y ajoutant le logotype de sa société. L'initiative, qui intervient au début de la scolarisation obligatoire, est un tel succès que l'industriel la généralise à tous les types de chocolat fabriqués par l'entreprise à partir de 1882,,. Dans la même veine, Albert Poulain a l'idée de placer des jouets en métal dans les déjeuners à la crème vanillée. Cependant, les figurines se révélant trop coûteuses à fabriquer, elles ne sont offertes qu'une année, en 1884, avant d'être remplacées par un petit livre de contes,. Albert Poulain innove également dans le domaine publicitaire, en inventant la figure du « Bébé Poulain », dont les affiches sont distribuées aux revendeurs de toute la France.
Sous la direction d'Albert Poulain, la société ne cesse de croître. Alors qu'elle n'employait que 30 ouvriers en 1872, elle en a désormais 240 en 1893,,. Dans le même temps, la production de l'entreprise explose, passant de 7 000 kg de chocolat par jour en 1878 à 15 000 kg quotidiens en 1900. Fort de ces succès, l'homme d'affaires est nommé président de l'exposition industrielle de Blois de 1883. La même année, il est nommé chevalier de la Légion d'honneur par le gouvernement.

### Un éloignement progressif de la chocolaterie

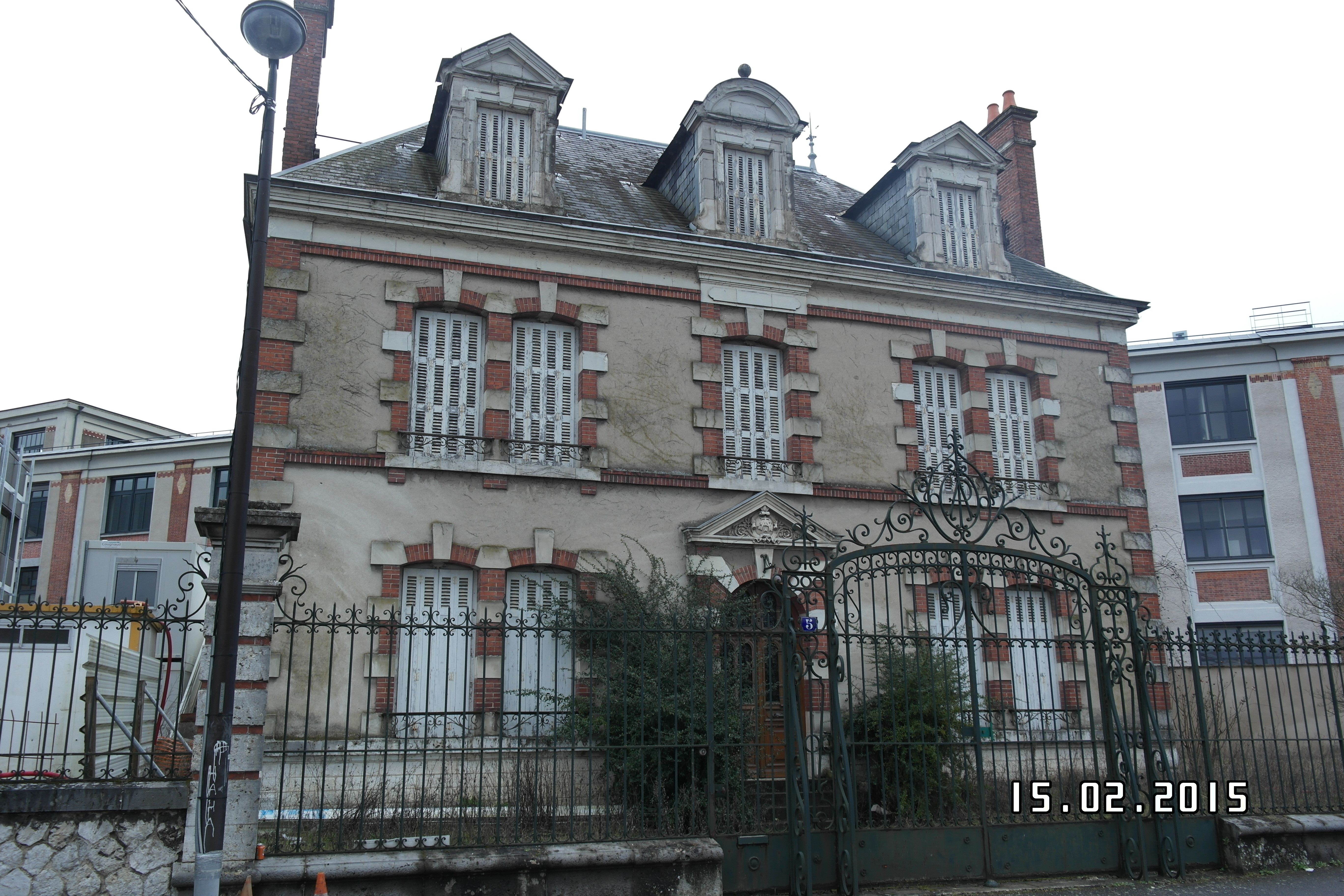
La maison d'Albert Poulain, située derrière la chocolaterie (2015).

En 1889, Albert Poulain décide de diversifier ses possessions dans le domaine agro-alimentaire. Il crée alors une minoterie, connue sous le nom de Grands Moulins de Blois et implantée rue Gambetta,,,.
Ayant besoin de crédits pour développer encore l'entreprise fondée par son père, Albert Poulain décide, en 1893, d'en ouvrir le capital, fixé à 2 475 000 francs, et de la convertir en société anonyme. L'industriel conserve 46 % des parts mais le reste est partagé entre trois autres actionnaires : Georges Bénard, Léon Renard et Georges Doliveux. Finalement, en 1896, Albert Poulain abandonne l'intégralité de ses parts de la compagnie et en laisse la direction à Léon Renard, qui la conserve jusqu'en 1958,,.
Désormais sans lien avec la chocolaterie, Albert Poulain quitte l'appartement qu'il occupait au sein de l'usine de la Vallette pour emménager dans une maison bourgeoise, aujourd'hui située au no 5 de la rue Auguste-Poulain. Construite dans un style simple et élégant, cette demeure a été transformée en résidence universitaire en 2013,.

### Nouvelles activités

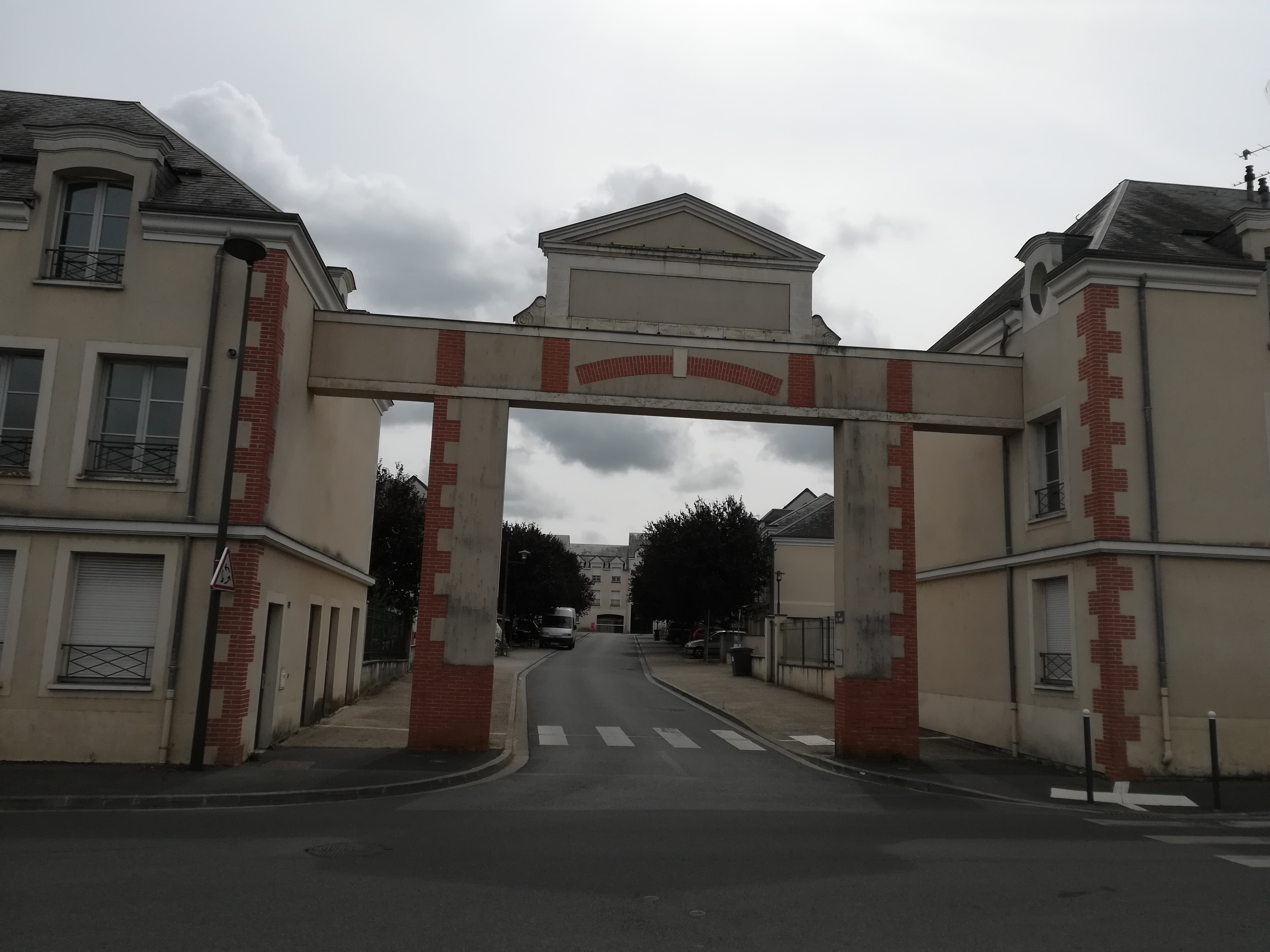
Porte rappelant l'ancienne biscuiterie Poulain, au niveau de l'actuelle rue Yves-Genêt, à Blois.

Ayant contribué à fonder la chambre de commerce de Blois en 1895, Albert Poulain en est élu premier président l'année suivante. Il conserve ensuite cette fonction durant 24 ans et dirige la construction de son premier siège, situé à l'angle de l'avenue Gambetta et du boulevard Chanzy,.
Afin d'assurer un débouché à la farine des Grands Moulins de Blois, Albert Poulain fonde, en 1900, une biscuiterie de luxe, qu'il implante au niveau de la zone qui constitue aujourd'hui le rond-point Médicis, la rue Cabochon et la rue Charles-d'Orléans. Produisant toutes sortes de gâteaux secs, parmi lesquels le Conquérant, censé concurrencer les Petits Beurres de LU, cette nouvelle usine occupe un espace de 2,5 hectares et emploie plus de 300 ouvriers à la fin des années 1920,,. Comme à la chocolaterie, Auguste Poulain y fait preuve d'un grand sens de l'innovation. Pendant la Première Guerre mondiale, il imagine ainsi un système de conditionnement en papier cartonné qui vient remplacer les boîtes métalliques utilisées auparavant.
Albert Poulain soutient également d'autres projets, comme la création de la Banque de Loir-et-Cher en 1909,. Pour son travail, il est nommé, le 25 juillet 1912, officier de la Légion d'honneur,.

### Le château de Bellevue
Vers 1910, Albert Poulain se fait construire une maison de campagne, baptisée château de Bellevue, au no 10 de la rue de l'Hôtel-Pasquier, dans le hameau des Grouëts. Située sur le coteau, à 30 m de la voie ferrée, cette maison bourgeoise est décorée de céramiques et de grès de style Art nouveau réalisés par Alexandre Bigot,. D'après la tradition locale, Albert Poulain aurait voulu y installer sa propre gare.
En 1922, une pétition circule dans le hameau des Grouëts pour en faire une commune détachée du reste de Blois. Afin de marquer son soutien au projet, Albert Poulain fait édifier, à côté de l'église, une maison destinée à accueillir la future mairie. Cependant, faute de soutien au niveau politique, le projet de scission n'aboutit pas. Un an plus tard, Albert Poulain vend Bellevue et quitte définitivement les Grouëts.

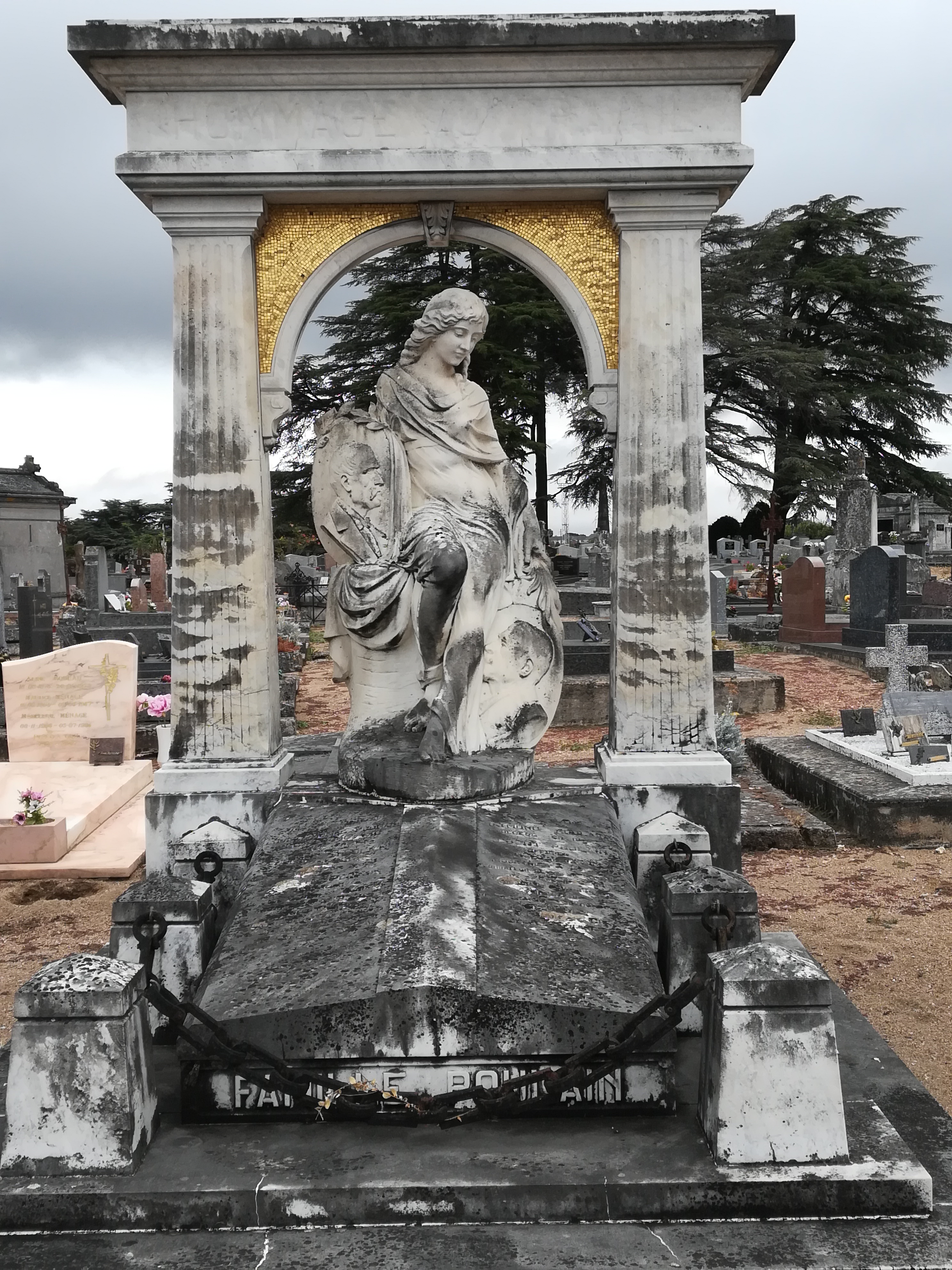
Tombe de Victor-Auguste et Albert Poulain, au cimetière de Blois.

### Dernières années
Dans la nuit du 7 au 8 juillet 1918, un incendie ravage l'usine de Beauséjour, construite par Albert Poulain en 1884. Deux semaines plus tard, le 30 juillet, Victor-Auguste Poulain s'éteint dans son château de la Villette,,,.
À la fin des années 1920, et malgré les efforts de son fondateur, la biscuiterie Poulain fait faillite. Elle est ensuite remplacée par une usine de masques à gaz.
Albert Poulain meurt, à presque 86 ans, le 6 janvier 1937, dans sa villa des Grands-Pins, au Cannet,,. Sa dépouille est alors rapatriée à Blois et exposée dans la grande salle des délibérations de la Chambre de commerce. Puis, des obsèques sont célébrées en l'honneur du défunt à l'église Saint-Nicolas. Auguste Poulain est ensuite inhumé au cimetière de Blois-ville, aux côtés de ses parents, de sa belle-mère et de son fils Raymond, mort en 1915,.

### Sur Albert Poulain
- Bruno Guignard, « Poulain Albert, l'autre génie de la famille », dans Blois de A à Z, Éditions Sutton, 2007 (ISBN 2849106216), p. 120-124.

### Sur la famille Poulain et sa chocolaterie
- Pascal Audoux, « Poulain, un nom resté sur les tablettes blésoises », dans Les Mystères du Loir-et-Cher, Éditions de Borée, 2015 (ISBN 281291095X), p. 128-150.
- Raphaël Chambriard, « Poulain, l'étalon économique », dans Michel Melot et alii, Blois une étrange douceur, Autrement, 1998 (ISBN 2862608270), p. 98-115.
- Jean Chavigny, La Belle histoire du chocolat Poulain, Tours, Arrault, 1948 (ASIN B0018GC4FE).
- Marie-Christine Clément et Didier Clément, « L'extraordinaire histoire d'un enfant gourmand », dans La Magie du Chocolat, Paris, Albin Michel, 1998 (ISBN 2226100377), p. 9-49.
- Bruno Guignard, « Les Chocolats Poulain », Encyclopédie gourmande de la Région Centre-Val de Loire, Institut Européen d'Histoire et des Cultures de l'Alimentation,‎ s.d. (lire en ligne, consulté le 22 août 2018).
- Pascal Nourrisson, « Auguste Poulain, Bellevue, Chocolaterie et Villette », dans Blois : Le dictionnaire des noms de rue, CLD éditions, 2003 (ISBN 2-85443-433-1), p. 21, 26, 44 et 194.
- Pascal Nourrisson, « 1918 : un incendie détruit une partie de la chocolaterie Poulain », dans Les Grands événements du Loir-et-Cher : 1900-2000, Éditions de Borée, 2011 (ISBN 2812902418), p. 94-96.

### Sur Blois et son patrimoine
- Bruno Guignard, « Cimetière, Le panthéon blésois », dans Blois de A à Z, Éditions Sutton, 2007 (ISBN 2849106216), p. 20-26.
- Christian Nicolas, « Les Grouëts », dans Christian Nicolas et Bruno Guignard, Blois, la ville en ses quartiers, t. 1, Éditions des Amis du Vieux Blois, 2011 (ISBN 978-2-9540052-0-1), p. 91-101.
- Pascal Nourrisson et Jean-Paul Sauvage, Blois : Insolite et secret, Editions Alan Sutton, 2013 (ISBN 2813806374).

## Film documentaire
- La Belle histoire du chocolat Poulain de Éric  Bitoun, Skopia Films, 5 juillet 2016, 53 min (ASIN B01EIN7GCY).